# 東条冬貞
東条 冬貞（とうじょう ふゆさだ）は、江戸時代前期の人物。

## 生涯
高家旗本吉良義冬（4200石）の四男として誕生した。母は旗本酒井忠吉（7000石）の娘。生年は不詳であるが、兄の吉良義央が寛永18年（1641年）の生まれなので、冬貞が生まれたのはそれ以降となる。
吉良家の家督は長兄の義央が継ぎ、次兄の義叔は分家の旗本として東条家を興した。しかし義叔は男子に恵まれず、弟の冬貞を養子に迎え入れることとなった。冬貞は、元禄5年（1692年）11月1日にはじめて将軍徳川綱吉に拝謁する。元禄6年（1693年）からは小姓組番士となったが、元禄17年（1704年）1月24日に義叔に先立って家督前に死去した。
その後、東条家の家督は旗本柘植兄正の子である東条義武が継いだ。義武の母が吉良氏一族の荒川定昭の娘という縁である。法名は宗夢。